# ويلي شتور
ويلي ستور (بالألمانية: Willi Stöhr)‏ (6 نوفمبر 1903 - بعد عام 1995) مسؤولًا في الحزب النازي.
ولد في فوبرتال إلبرفيلد، وانضم للحزب في عام 1923.
في عام 1932، تم ترشيح ستور كمسؤول كبير في حركة شباب هتلر، وفي عام 1933، عندما وصلت الحركة الاشتراكية الوطنية إلى السلطة، تم تعيينه في منصب إداري في فرانكفورت، وأيضًا معاونًا لجاكوب سبرينجر، غاولايتر هيس ناسو. في عام 1937، أصبح رئيسا لمنظمة الدعاية للحزب في هيس ناسو.
في أكتوبر 1944، تم تعيينه رئيسًا للإدارة المدنية في لورين التي احتلتها ألمانيا، على الرغم من أن جيوش الحلفاء قد اجتاحت المنطقة بالفعل. في فبراير 1945، تم ترشيحه لمنصب غاولايترلغاو ويستمارك، ومقره في ساربروكن، وكان مسؤولاً عن الدفاع عن المدينة، والتي سقطت أمام الأميركيين في 20 مارس 1945. بعد فترة من السجن، هاجر إلى كندا، حيث كان لا يزال يعيش في عام 1995؛ تاريخ وفاته غير معروف. 